# Club Alianza Atlético Sullana
El Club Alianza Atlético Sullana, conocido como Alianza Sullana o Alianza Atlético, es un club de fútbol de la ciudad de Sullana, en el departamento de Piura, Perú. Fue fundado el 18 de enero de 1920 y actualmente disputa la Liga 1, la Primera División del Perú.
Sus años en el fútbol profesional peruano lo hicieron ganarse la simpatía de la afición sullanense, convirtiéndose en el equipo de mayor tradición y arraigo popular en la ciudad, motivo por lo que se le considera patrimonio de Sullana.
En la tabla histórica del fútbol peruano se ubica en el puesto 9° tras una regular campaña durante 24 temporadas consecutivas que estuvo en primera división. Su temporada más exitosa en la historia fue en el Campeonato Descentralizado 1988 donde quedó 3° puesto en la tabla general, pero sin clasificación internacional debido a que en ese entonces solo los dos primeros iban a la Copa Libertadores. Sin embargo, su participación más recordada fue en el Campeonato Descentralizado 2003, logrando así el subcampeonato en el Torneo Clausura y 5° en la Tabla general quedando en puestos de clasificación internacional. Clasificó tres veces a la Copa Sudamericana en los años: 2004, 2005 y 2009.
El club tiene como su máximo rival al Jorge Chávez, a este tradicional encuentro se le conoce como el Clásico del Chira. Otros rivales tradicionales de la región Piura son el Atlético Grau de la ciudad de Piura, y el Atlético Torino de la ciudad de Talara. En 2018 y 2019 jugó en la Liga 2 tras perder la categoría en 2017, sin embargo el 27 de diciembre de 2020 tras vencer a Juan Aurich 2 a 1 en tiempo extra por la definición del título de la Liga 2 ganó el boleto para disputar el próximo año la Liga 1, en el año de su centenario.

## Historia

### Fundación
Un grupo de valerosos y emprendedores ciudadanos de Sullana se reunieron el día 18 de enero del año 1920 en la casa de don José Taboada More, ubicada en la cuarta cuadra de la calle Grau en pleno corazón del barrio Norte de Sullana con y fundaron una institución deportiva que con el correr del tiempo se convertiría en una de las mejores de todo el Norte del Perú, a la cual llamaron Club Sport Alianza. El nombre fue iniciativa de don Félix Peralta, quien fue el encargado de convocar dicha reunión. Fernando Herrera Agudo fue nombrado el primer presidente de la naciente institución.
Es así como en esta reunión en un cuaderno de 50 hojas quedó grabada la siguiente escritura:

                                         ACTA DE FUNDACIÓN                 
En Sullana a las diez y ocho días del mes de enero del año 1920 siendo las cinco y cincuenta, reunidos los de abajo suscritos acordó formar un club de Sport el que se titulará "Club Sport Alianza" y habiéndose llevado a cabo la respectiva elección de la Junta Directiva quedo compuesto de la siguiente manera: 
Para Presidente, señor Fernando Herrera Agudo; Vicepresidente, señor Rafael García; Fiscal, señor Ricardo More; Tesorero, señor Félix Peralta; Secretario, señor José Aponte; Suplente Primer Vocal, Señor Lucas Agurto; Segundo Vocal Señor Amaro Vega; Tercer Vocal, señor Martín Preciado; Suplente del Tercer Vocal, señor Tulio Mendoza; Cuarto Vocal, señor Roberto Correa; Suplente, señor Humberto Frías; Adjunto al Fiscal, señor Samuel Vega.
 
En fe de lo cual firmamos la presente.

El 12 de marzo de 1920, se fusionó con el Club Atlético Sullana. Desde esa fecha empezó a hacerse conocido como Club Alianza Atlético Sullana. Dicha denominación ha prevalecido incluso cuando en 1986 la institución fue inscrita en Registros Públicos como Asociación Deportiva Alianza Sullana.
El nacimiento del Club Alianza Atlético, fue saludado con el pito de los ferrocarriles, que tiempo después llevaran en sus vagones a todos los jugadores que integraron los equipos de Sport Alianza que cuando disputaban encuentros en las canchas de Piura, Paita, Talara, Chiclayo y Trujillo.
Entre 1920 y 1986 Alianza Atlético ganó 35 campeonatos oficiales de los 65 disputados vale decir más del 50 % conquistados.

### El Primer Once
El primer once que salto al gramado del Estadio "José" estuvo integrado por:
Estos jugadores fueron los pioneros de Alianza Atlético durante los campeonatos organizados por la Liga de Fútbol de Sullana por aquellos años. El primer once que representó al club lo hizo en el Estadio José Lama.
A partir de la década del treinta, dieron paso a una nueva generación donde destacan: Carlos Ontaneda, Milo More, Honorato Córdova, Tomás More, Francisco Noriega, Martín López, Humberto "Buba" Farfán, Carlos Arellano, jugadores que llegaron a conquistar para la historia del fútbol norteño y de Sullana en particular por primera vez el título de Campeón Nacional Amateur de 1936, siendo la base del seleccionado sullanense el equipo de Alianza Atlético. Debemos resaltar el empeño que tuvieron cracks como Artemio Ruesta, Lalo Farfán, Alejandro Arellano, Crecencio Navarro, Luis Morales, Oswaldo González, Pablo Castillo, Ricardo Artady, Carlos Alburqueque, Esteban Miranda, José Céspedes, Antonio Garrido y los hermanos Bregante cuando la pelota con que se jugaba era de cuero, tenía válvula con bladder y era más pesada que hasta dolía la cabeza al momento de ser cabeceada.

### Los Campeones del 36
El año 1936 no hubo campeonato de primera división debido a la preparación de la Selección Peruana de Fútbol para los Juegos Olímpicos de Berlín 1936. En ese contexto, la FPF organizó un campeonato nacional entre las selecciones de los Departamentos del Perú y la selección triunfadora fue la Selección de Sullana. A aquel equipo sullanero campeón, Alianza Atlético aportó ocho jugadores: Miguel Ontaneda, Honorato Córdova, Carlos Arellano, Humberto Farfán, Francisco Noriega, Martín López, Milo More y Tomás More. El Jorge Chávez también aportó una base importante y fue con la mezcla de los dos clásicos rivales que Sullana logró por primera vez vincular su nombre con el éxito futbolístico. Es de esta forma, que el estadio de Sullana tiene por nombre Estadio Campeones del 36 no en homenaje a los Olímpicos de Berlín, como antaño se creía en círculos limeños, sino en homenaje a la selección de Sullana campeona nacional de 1936, temporada en la que -justamente por la participación peruana en la Olimpiada germana- no hubo torneo local de Primera División. 

### Alianza de Oro
El grito de guerra "Arriba Alianza de Oro", que caracteriza al 'Vendaval', se gestó a partir de la llamada 'Época de Oro' del Alianza Atlético, comprendida entre 1943 y 1949. En dicha etapa, de acuerdo con una recopilación hecha por el diario El Tiempo hace algunos años, destacó el Campeonato Regional obtenido en Chiclayo en 1946 frente al local Juan Aurich, el Alfonso Ugarte de Chiclín y el Octavio Espinoza de Ica , en un cuadrangular que podría ser considerado una especie de esbozo de lo que dos décadas luego se consolidaría como la Copa Perú. 
La época dorada churre se cerró con la obtención del título de un cuadrangular departamental realizado en Talara, para la inauguración del Estadio Campeonísimo, en 1949. Participaron los campeones de cuatro provincias piuranas: Gardel de Talara, Estrella Roja de Piura, Sport Arequipa de Negritos y el Alianza Atlético Sullana, que se quedó con la copa de la mano de su gran figura de aquellos años: el moreno delantero Mercedes Ubillús, más conocido como el 'Negro Meche'.

### El heptacampeonato y el octacampeonato
Desde que en 1928 se fundara la Liga de Sullana, Alianza Atlético obtuvo un total de 35 títulos durante sus participaciones en ella. El primer título se ganó en el año 1928, en la Liga Distrital de Sullana, siendo Presidente Don Fernando Herrera Agudo, desde entonces se iniciaba una larga historia de títulos y es aquí donde el aficionado al Fútbol se preguntaba si otro equipo podía convertirse en su rival, enfrentando en verdaderos clásicos al Club Jorge Chávez derrotando en la final por la corona de los años 1929 y 1930.
La historia se seguía escribiendo al ganar los títulos por partida doble y ser tricampeones en 1928, 1929 y 1930. Algo más espectacular se produjo entre 1943 y 1949 donde se proclamó heptacampeón de la Liga Provincial de Sullana, récord que fue superado 23 años después entre 1966 y 1973, periodo en que logró el octacampeonato, un récord hasta ahora no igualado en el balompié peruano.
En la década de los años cuarenta se destaca la participación como jugador del club a quien posteriormente llegó a ser presidente del club, Don Francisco Gonzáles García, titular indiscutible en el equipo de entonces que logra coronarse tricampeón en 1947, 1948 y 1949; y en los años de 1968 y 1969 como Presidente del Alianza Atlético logra ganar un nuevo bicampeonato.

### Las campañas en la Copa Perú
En 1967, obtuvo el título de campeón departamental de la Copa Perú al derrotar en el Estadio Miguel Grau de Piura al Juan de Mori de Catacaos, lo que le permitió llegar a la Etapa Regional del torneo, sin embargo en el partido decisivo para clasificar a la finalísima, fue eliminado por el Juan Aurich al caer derrotado por 1-2 en el Estadio Campeones del 36.
En los años 1972 y 1973, se conquista un nuevo bicampeonato, bajo la presidencia de Luis Ferioli Flores y Alejandro González Gayoso.
En 1984, por primera y única vez, llegó a la finalísima de la Copa Perú jugada en Lima luego que en el partido definitivo derrotó en el Campeones del 36 a Capitán Clavero de Iquitos por 1-0. Tuvo como rivales a Los Espartanos de Pacasmayo, Universitario de Tacna, Bella Esperanza de Cañete, Guardia Republicana y Deportivo Educación de Abancay. Los churres, dirigidos por Roberto 'Titín' Drago, ganaron tres partidos, empataron uno y perdieron apenas uno, ante el campeón Los Espartanos. Se quedaron con el subtítulo y sin recompensa.

### El ascenso a Primera División
Alianza Atlético lograría el ascenso a Primera en 1987, luego de ganar la Intermedia Norte. Así, desde 1988 Alianza Atlético jugó ininterrumpidamente por 23 años en Primera División, en la cual debutó el 29 de mayo de aquel año en el estadio César Flores Marigorda de Lambayeque, con empate 2-2 ante el Deportivo Cañaña. Su primer triunfo se dio una semana después en Sullana sobre el Carlos A. Mannucci (1-0), y su primera derrota fue también ante el cuadro carlista: 1-0 en Trujillo el 17 de julio del mismo 1988.
Ese mismo año se consagró campeón de la Zona Norte el 7 de agosto de 1988 y clasificó al primer descentralizado. En 1989 estuvo cerca de clasificar a la Copa Libertadores de América, cayendo 2-0 ante Sporting Cristal en cotejo extra que definía la liguilla del apertura.
Tiene tres participaciones en torneos internacionales. La primera de estas fue en la Copa Sudamericana 2004, donde fue eliminado en segunda ronda por el Junior de Barranquilla de Colombia. La segunda se da al año siguiente, en la Copa Sudamericana 2005, donde eliminó en primera ronda a Universitario de Deportes y fue eliminado en segunda ronda por la Universidad Católica de Chile. La tercera se da cuatro años después en la Copa Sudamericana 2009 donde eliminó en la primera fase al Deportivo Anzoátegui de Venezuela y fue eliminado en octavos de final por el Fluminense de Brasil.

### La crisis y el descenso
Tras el fin de la era de los campeonatos regionales en Primera División, los churres se ubicaron generalmente en los últimos puestos, con algunas excepciones como cuando llegaron a clasificar a la Copa Sudamericana y algunas otras. Por eso, en la temporada 2011, luego de una campaña más en la que no la pasó bien, además de ser un torneo bastante accidentado, los sullanences junto con Colegio Nacional de Iquitos descienden a la Segunda División. Alianza Atlético descendió tras 23 años perdió la categoría por primera vez.

### Vuelta a Primera
Por Resolución FIFA se ordenó que el Club Sport Alianza Atlético Sullana juegue en la Primera División del Fútbol Peruano, lo que obligaría que en el año 2015 se juegue un torneo con 17 equipos; ubicándose 13.º. En la temporada 2016 se regularizó el número de equipos del Torneo Peruano, volviendo a quedar 16 equipos, donde logró ubicarse 12.º en la tabla final mejorando un puesto a cambio del año pasado. No obstante, en el Campeonato Descentralizado 2017 se ubicó en el último puesto por lo que volvió a descender a la segunda división.

### Campañas en Segunda División
Tras descender en la temporada 2017 en su campaña en Segunda División 2018 al iniciar de la mano del DT argentino Flavio Robatto pero tras los malos resultados fue cesado del cargo fue al terminar la Fase Regular acabó en 7.º en la tabla, clasificando a la Fase Final donde le tocaría enfrentar a Cienciano sin embargo no lograría avanzar a semifinales tras empatar de local 1:1 y perder de visita en Cuzco por 3:0, quedando eliminados y obligados a permanecer en Segunda División, un hecho importante de esta temporada es que el equipo volvió a jugar en el estadio Campeones del 36 tras su reinauguración en la fecha 19.
En el 2019 se reforzó adecuadamente para ser protagonista de la rebautizada Liga 2, sin embargo en la fase regular no pudo campeonar y ascender directamente, teniendo que jugar los playoffs, donde en la llave contra el Deportivo Coopsol perdieron en el partido de ida por 1 a 0 y en la vuelta jugado en el estadio campeones del 36 solo llegaron a empatar a un gol por bando por lo que no accedieron al cuadrangular de ascenso del 2019, donde fue el Coopsol junto con el Atlético Grau de Piura, debiendo el equipo sullanense mantenerse en esta división del fútbol peruano.

### Retorno a Primera
En el 2020 luego de terminar 3.º en la tabla tuvo derecho de jugar la Liguilla Final eliminando en semifinales a Sport Chavelines 4:2 y venciendo en la final a Juan Aurich 2:1 en el tiempo suplementario, consagrándose campeón de la Liga 2 2020 y retornando a la Liga 1 (Primera División) a partir de la siguiente temporada.

## Escudo
El escudo del club muestra el escudo que representa la Gran Iglesia Matriz de Sullana y el puente sobre el caudaloso río Chira, hermosas y resaltantes estampas costumbristas de la Provincia de Sullana, La Perla del Chira.

## Uniforme
- Uniforme titular: Camiseta blanca con una franja diagonal azul, pantalones y medias blancas.
- Uniforme alternativo: Camiseta azul con una franja diagonal celeste, pantalones y medias azules.
- Auspiciadores: Caja Municipal de Sullana, Walon Sport, Movistar TV,

A lo largo de sus 21 años en Primera, Alianza Atlético ha empleado cuatro camisetas. La primera, la cual lucía desde sus campañas en Copa Perú, era a rayas verticales blancas y azules, similar a la de Alianza Lima; esta fue la divisa principal del equipo hasta 1995, y fue utilizada por última vez el 16 de junio de 1996, en un partido ante Sporting Cristal en el Campeones del '36 (derrota 0-2).
A partir de 1996, Alianza Atlético adoptó como uniforme una camiseta similar a la de Argentina o Racing Club de Avellaneda: a rayas verticales albicelestes. Originalmente fueron angostas y con los años se fueron anchando, hasta que en la temporada 2002 el uniforme se asemejaba mucho al antiguo, solo que con tono blanquiceleste en vez de blanquiazul.
Una tercera camiseta fue adoptada a partir de la temporada 2003: camiseta blanca con una banda diagonal celeste. Se dice que dicho diseño fue adoptado ya que era el que originalmente lució el equipo en la Liga de Sullana en los años veinte, lo cual es muy probable ya que los colores blanquiazules por semejanza a Alianza Lima no podrían haber sido adoptados sino hasta después de 1928, que fue el año en que el cuadro íntimo afianzó ese uniforme y lo comenzó a hacer famoso por todo el Perú. Como fuere, fue con la camiseta de la franja, utilizada hasta 2008 que Alianza Atlético consiguió todas las clasificaciones internacionales que cosechó en su historial.
Desde el último 2009, como se recuerda, ella cedió paso a un cuarto diseño de camiseta: blanco con angostísimas tiras verticales azul claro. En 2010 las franjas verticales se engrosaron un poco y en 2011 volvieron a ser delgadas.

### Evolución del uniforme

#### Titular
| años 1920 | años 1930 - 1995 | 1996 | 1997 - 2000 | 2001 | 2002 | 2003 | 2004 | 2005 | 2006 |

| 2007 | 2008 | 2009 | 2010 | 2011 | 2014 | 2015 | 2016 | 2017 | 2018 |

| 2019 | 2020 | 2021 | 2022 | 2022 | 2023 | 2024 | 2025 |

#### Alternativo
| 2002 | 2003 | 2004 | 2005 | 2006 | 2007 | 2008 | 2009 | 2010 | 2011 |

| 2015 | 2016 | 2017 | 2018 | 2019 | 2020 | 2021 | 2022 | 2022 |  | 2023 |

| 2024 | 2025 |

#### Tercer uniforme
| 2015 | 2017 |

### Indumentaria y patrocinador
| Período         | Proveedor | Logotipo |
| --------------- | --------- | -------- |
| 1988-1990       | Power     |          |
| 1991-1996       | Polmer    |          |
| 1997-2003       | Loma's    |          |
| 2004-Actualidad | Walon     |          |

| Período                  | Patrocinador    |
| ------------------------ | --------------- |
| 1988-1989                | Vega            |
| 1990                     | Pepsi           |
| 1991-1994                | Mitsubishi      |
| 1995-1997                | Concordia       |
| 1998-2009                | Cerveza Cristal |
| 2010-15 de junio de 2024 | Caja Sullana    |
| 2024-actualidad          | Caja Piura      |

## Estadio
El Estadio Campeones del 36 está situado en la ciudad peruana de Sullana, en la Región Piura. Es el estadio en el que habitualmente juega sus partidos el club Alianza Atlético de Sullana.
El estadio debe su nombre a que ese año, 1936, en el Perú no se realizó un campeonato oficial de fútbol, sino que hubo un torneo entre equipos representantes de varias ciudades del país, coronándose campeón el cuadro representante de la ciudad norteña.
El Campeones del 36 tiene una capacidad total de 8 000 espectadores y cuenta con dos tribunas (occidente y oriente); algunos aficionados también se apuestan sobre el sector sur del estadio, donde pueden ver los partidos pero donde no hay tribuna. En el sector norte se encuentran los vestuarios, por lo que el público no puede ingresar a esa zona. El estadio Campeones del 36 va a ser remodelado para un aforo de 20 000. La reconstrucción se hará en el mismo lugar que ocupa el actual estadio y esta vez contará con pista atlética; tribunas en norte y sur, oriente y occidente, así como palcos y cabinas para el desarrollo de los medios de comunicación
El Alianza Atlético de Sullana hace de local en este estadio, aunque, debido a su pequeña capacidad, ha llevado algunos partidos al Miguel Grau de Piura.
Algunos partidos se han venido jugando en el estadio Municipal de La Unión, por trabajos de remodelación del estadio Campeones del 36.
Para el Campeonato Descentralizado 2016, Alianza Atlético trasladó su localía al estadio Melanio Coloma, en el distrito de Bellavista (Sullana). En algunas ocasiones usó el estadio Municipal de Bernal, que a la vez usa Defensor La Bocana.
En su estancia en segunda división 2018 disputó algunos partidos en el estadio Estadio Melanio Coloma después de la fecha 9 se trasladaría al estadio Víctor Montero Zapata ubicada en Piura hasta la fecha 19 donde volvería al Estadio Campeones del 36

### Villa Deportiva
Atlético Sullana desde julio de 2024 cuenta con un complejo deportivo para la concentración del plantel principal del club, que posee tres campos de juego para la realizar sus entrenamientos y un gimnasio. Se encuentra ubicado al sur de Sullana.
El club se convierte con esta infraestructura en la primera institución deportiva de futbol del norte peruano en tener un campo propio para entrenamiento.

## Rivalidades

### Clásico del Chira
Aunque Alianza Atlético de Sullana es el equipo más grande de Sullana sin duda alguna, pero enfrente siempre tuvo como enconado rival histórico a Jorge Chávez. Con la escuadra aviadora existe una marcada rivalidad, la cual se mantiene viva en los enfrentamientos en la Liga Distrital de Sullana, cuando se mide la escuadra filial de Alianza Atlético ante el cuadro aviador.

### Clásicos regionales
Alianza Atlético Sullana mantiene una rivalidad histórica con los clubes de su región. Conformando así, a los tres grandes de la Región Piura:
Con el Atlético Grau
Con el Atlético Torino

## Datos del club
- Puesto histórico Perú: 9.º [11]
- Temporadas en Primera División: 31 (1988-2011, 2015-2017, 2021-).
- Temporadas en Segunda División: 3 (2018-2020).
- Mayor goleada conseguida:
  - En campeonatos nacionales de local:[12]
    - a 8:0 Serrato Pacasmayo (12 de agosto de 2018)

  - En campeonatos nacionales de visita:
    - a Juan Aurich 1:5 (6 de agosto de 2000)
    - a Coronel Bolognesi 0:4 (6 de agosto de 2008)

  - En clásico Piurano de local: 
    - a 5:0 Atlético Grau

  - En clásico Piurano de visita:  
    - a Atlético Grau 0:5

  - En campeonatos internacionales de local: 
    - a 4:1  Coronel Bolognesi (14 de septiembre del 2004)

  - En campeonatos internacionales de visita: 
    - a  Deportivo Anzoátegui 1:2 (15 de septiembre del 2009)
- Mayor goleada recibida:
  - En campeonatos nacionales de local: 
    - con 0:5 Sporting Cristal (12 de febrero de 2017)

  - En campeonatos nacionales de visita: 
    - con Alianza Lima 6:0 (25 de septiembre de 1996)
    - con FBC Melgar 6:0 (3 de marzo de 2001)

  - En campeonatos internacionales de local: 
    - con 0:2  Junior (30 de septiembre del 2004)

  - En campeonatos internacionales de visita:
    - con  Universidad Católica 5:0 (30 de agosto de 2005).[13]

### Participaciones internacionales
| Torneo                | Ediciones         |
| --------------------- | ----------------- |
| Copa Sudamericana (3) | 2004, 2005, 2009. |

### Por competición
| Torneo            | Temp. | PJ | PG | PE | PP | GF | GC | Dif. | Pts. | Mejor desempeño  |
| ----------------- | ----- | -- | -- | -- | -- | -- | -- | ---- | ---- | ---------------- |
| Copa Sudamericana | 3     | 12 | 3  | 4  | 5  | 14 | 22 | -8   | 13   | Octavos de final |
| Total             | 3     | 12 | 3  | 4  | 5  | 14 | 22 | -8   | 13   | —                |

## Jugadores

### Plantilla 2025
- Según las bases de la FPF cada equipo puede incluir en su lista de convocados un máximo de seis extranjeros, pudiendo actuar todos de manera simultánea. Si un jugador extranjero se nacionaliza durante la liga, seguirá contando como tal.
  -   Diego Melián posee la doble nacionalidad uruguaya y peruana.
- En «equipo formativo» está asignado el equipo en el que más años ha estado un jugador durante su etapa de formación. Según las reglas FIFA de derechos de formación a consecuencia del caso Bosman, se considera que un jugador de fútbol está en su etapa de formación desde el inicio de la temporada en la que cumple 13 años hasta el final de la temporada en la que cumple 21 años.[14]

## Registros
Se consideran partidos oficiales, de las eras amateur y profesional, por campeonatos de Primera División, copas nacionales y torneos internacionales.

#### Máximos goleadores
| Jugador         | Goles | Temporadas | Años                |
| --------------- | ----- | ---------- | ------------------- |
| Pedro García    | 80    | 9          | 1997-99 / 2000-2004 |
| Roberto Jiménez | 68    | 11         | 2002-2006 / 2010    |
| Sergio Ibarra   | 46    | 15         | 1993-96 / 2002      |
| Roberto Holsen  | 37    | 8          | 1998 - 99 / 2003    |
| Robinson Aponzá | 34    | 2          | 2015 - 2016         |

#### Mayores presencias[15]
| Jugador         | Partidos | Temporadas | Años                     |
| --------------- | -------- | ---------- | ------------------------ |
| Marco Casas     | 324      | 17         | 1972-88                  |
| Javier Soria    | 316      | 18         | 1938-52 y 1954-56        |
| Roberto Jiménez | 195      | 13         | 2006-09 / 2012 / 2015-23 |
| Alex Becerra    | 193      | 14         | 1975-88                  |
| Pedro García    | 169      | 16         | 1997-01 / 2004 / 2007-18 |

#### Goleadores en campeonatos, copas y torneos internacionales
| Jugador         | Torneo                | Goles |
| --------------- | --------------------- | ----- |
| Ricardo Zegarra | Descentralizado 1997  | 17    |
| Robinson Aponzá | Descentralizado 2016  | 30    |
| Jair Córdova    | Segunda División 2018 | 21    |

## Entrenadores
- Roberto Drago (1984)
- Vito Andrés Bártoli (1988)
- José Fernández (1989)
- José del Castillo (1989-1990)
- Vito Andrés Bártoli (1990-1991)
- Julio Gómez (1992)
- Vito Andrés Bártoli (1992)
- Ronald Amoretti Cavero (1993)
- Vito Andrés Bártoli (1993-1994)
- Rafael Abelardo Castañeda Castañeda (1994)
- Oreste Passapera / Roberto Aliaga Tovar (1994)
- Roberto Drago (1994)
- Ramón Quiroga (1995)
- Roberto Aliaga Tovar / Gustavo Vallejo (1995)
- Freddy Ternero (1995)
- Juan Ramón Silva 1996
- Vito Andrés Bártoli (1996)
- Rufino Bernales Francia (1997)
- Miguel Ángel Arrué (1997)
- Teddy Cardama (1997-1999)
- Mario Palacios (1999)
- Mario Jacquet (1999)
- Rafael Castillo (2000-2001)
- Mario Palacios (2001)
- Teddy Cardama (2002)
- José Torres (2002)
- Mario Palacios (2002)
- Eduardo Malásquez (2003)
- Johano Bermúdez Montero (2003)
- Teddy Cardama (2003-2004)
- Mario Palacios (2004)
- Teddy Cardama (2005)
- José Torres (2005)
- Omar Gárate (2006)
- Mario Palacios (2006)
- Eduardo Asca (2006-2007)
- Teddy Cardama (2007-2010)
- Héctor Valle Jiménez (Interino) (2010)
- Johano Bermúdez Montero (2010)
- Roque Alfaro (2011)
- Roberto Arrelucea (2011)
- Héctor Valle Jiménez (2012-2013)
- Jorge Gómez Barrios (2014)
- Teddy Cardama (2015)
- Gustavo Roverano (2016)
- Miguel Miranda (2017)
- Teddy Cardama Gallardo (Interino) (2017)
- Nahuel Martínez (2017)
- Jorge Arteaga (2017)
- Walter Aristizábal (2017)
- Flavio Robatto (2018)
- Guido Medina (2018-2019)
- Orlando Lavalle (2019)
- Gustavo Roverano (2019)
- Teddy Cardama (2020)
- Jahir Butrón (2020-2021)
- Teddy Cardama (2021)
- Héctor Valle Jiménez (2001)
- Marcelo Vivas (2021)
- Mario Viera (2022)
- Carlos Desio (2023)
- Jorge Ágapo Gonzales (Interino) (2023)
- Carlos Compagnucci (2023)
- Luciano Theiler (2024-)

## Presidentes
Alianza Atlético de Sullana ha tenido 29 presidentes a lo largo de toda su vida institucional, siendo todos ellos de nacionalidad peruana. El presidente que más tiempo estuvo en el puesto fue José Andrés Lama Peña, quien llegó a estar 24 años consecutivos a cargo del club. Es considerado como uno de los mejores dirigentes del club ya que demostró gran capacidad administrativa, preocupación y sensibilidad humana por el jugador que integraba la plantilla del equipo. Su último año de gestión fue en 1962. Don Alberto Romero Córdoba, Jorge Ortiz Valdiviezo y Sixto Castro Castillo, han sido los únicos presidentes churres que tuvieron en algún momento dos periodos. En el caso de Romero fueron 1966-1967; Ortiz fueron 1978-1979 y 1983-1984, mientras que Castro estuvo en la presidencia durante los años de 1980-1981 y 1985.

### La Primera Directiva
En Sullana, el 18 de enero de 1920, siendo las 5:50 p. m. y reunidos los abajo suscritos en la casa de Don José Taboada Moré, se acordó formar un club de fútbol que se titulara "Sport Alianza" debido a la iniciativa de Don Félix Peralta. Luego de llevada a cabo la respectiva elección de la Junta Directiva, esta quedó compuesta de la siguiente manera:
| Presidente             | Cargo                     |
| ---------------------- | ------------------------- |
| Fernando Herrera Agudo | Presidente                |
| Rafael García          | Vicepresidente            |
| José Aponte            | Secretario                |
| Félix Peralta          | Tesorero                  |
| Ricardo More           | Fiscal                    |
| Lucas Agurto           | Suplente primer vocal     |
| Amaro Vega             | Segundo vocal             |
| Martín Preciado        | Tercer Vocal              |
| Tulio Mendoza          | Suplente del Tercer Vocal |
| Roberto Correa         | Cuarto vocal              |
| Humberto Frías         | Suplente del cuarto vocal |
| Samuel Vega            | Adjunto al fiscal         |

### Lista completa de presidentes
| Presidente                 | Período    |
| -------------------------- | ---------- |
| Fernando Herrera Agudo     | 1920-1922  |
| Antonio Gómez              | 1923       |
| Italo Georfino             | 1924-1925  |
| Luis Griba                 | 1926       |
| Juan Catelli               | 1927       |
| Pedro Talledo              | 1929-1932  |
| Fernando Irene Astrada (*) | 1932       |
| Manuel Aguirre Zapata      | 1933-1935  |
| Tulio Borasino             | 1936       |
| Manuel Sosa (*)            | 1936       |
| José Andrés Lama Peña      | 1937 -1962 |
| Alberto Graña              | 1963       |
| Sergio Lazo Ramírez        | 1964       |
| Fernando Bel Hougthon      | 1965       |

| Presidente                 | Período       |
| -------------------------- | ------------- |
| Alberto Romero Córdoba     | 1966-1967     |
| Francisco Gonzáles García  | 1968-1969     |
| Luis Ferioli Flores        | 1970-1972     |
| Alejandro Gonzales         | 1973-1974     |
| Carlos Castillo Valdivieso | 1975          |
| Lizardo Yañes Gómez        | 1976-1977     |
| Jorge Ortiz Valdiviezo     | 1978-1979     |
| Sixto Castro Castillo      | 1980-1981     |
| Pablo Montero              | 1982          |
| Jorge Ruiz Arias (**)      | 1982          |
| Jorge Ortiz Valdiviezo     | 1983-1984     |
| Sixto Castro Castillo      | 1985          |
| Jorge Camino Flores        | 1986-1990     |
| Armando Silva Estrada      | 1994          |
| Lander Alemán Valdez       | 1995-presente |

(*) Presidente Interino

(**) Junta Transitoria

## Palmarés

### Torneos nacionales
| Competición nacional            | Títulos | Subcampeonatos |
| ------------------------------- | ------- | -------------- |
| Segunda División del Perú (1/0) | 2020.   |                |
| Torneo Clausura (0/1)           |         | 2003.          |
| Copa Perú (0/1)                 |         | 1984.          |

### Torneos regionales
| Competición regional                   | Títulos | Subcampeonatos          |
| -------------------------------------- | --- | ----------------------- |
| Campeonato Regional - Zona Norte (5/0) | 1988, 1989-I, 1989-II, 1990-II, 1991-II |                         |
| Etapa Regional - Región Norte A (0/1)  | | 1969.                   |
| Liga Departamental de Piura (4/4)      | 1966, 1968, 1983, 1986. | 1967, 1969, 1970, 1971. |
| Liga Provincial de Sullana (3/0)       | 1976, 1983, 1986. |                         |
| Liga Distrital de Sullana (35/0)       | 1928, 1929, 1930, 1933, 1934, 1935, 1943, 1944, 1945, 1946, 1947, 1948, 1949, 1951, 1952, 1953, 1957, 1958, 1959, 1960, 1966, 1967, 1968, 1969, 1970, 1971, 1972, 1973, 1975, 1976, 1977, 1981, 1982, 1983, 1986. |                         |